# 쌍동초등학교
쌍동초등학교(雙東初等學校)는 대한민국 경기도 광주시에 있는 공립 초등학교이다.

## 학교 연혁
- 2023년 9월 1일 : 개교